# SEAT 850
O SEAT 850 foi um automóvel lançado em 1966, baseado no Fiat 850. Originalmente disponível apenas com a mesma carroceria sedã de 2 portas usada na Itália, duas versões diferentes de 4 portas também apareceram em 1967. O muito raro corto (curto) usou a carroceria desenvolvida por Francis Lombardi para o Fiat 850 "Lucciola", enquanto a versão largo (longo) usou um assoalho alongado em 15 cm e carroceria desenvolvida especificamente pela SEAT. O carro foi produzido na Espanha de abril de 1966 a 1974 e era bastante popular naquela época.
No Salão Automóvel de Paris de 1971, foi apresentado o 850 Especial Lujo (Especial Luxo), disponível apenas com a carroceria largo de 4 portas. A produção terminou no final de 1974, tendo sido substituído pelo SEAT 133, essencialmente um 850 remodelado no estilo do 127. Os sedãs e o cupê padrão receberam motores de quatro cilindros de 843 cc com 37 ou 47 cv (27 ou 35 kW). Depois que a produção do Fiat 850 cessou na Itália em 1972, a versão SEAT foi vendida em países europeus por meio de concessionárias Fiat por alguns anos. Esses carros tinham um emblema Fiat que tinha "costruzione SEAT" embaixo dele.

## SEAT 850 Sport

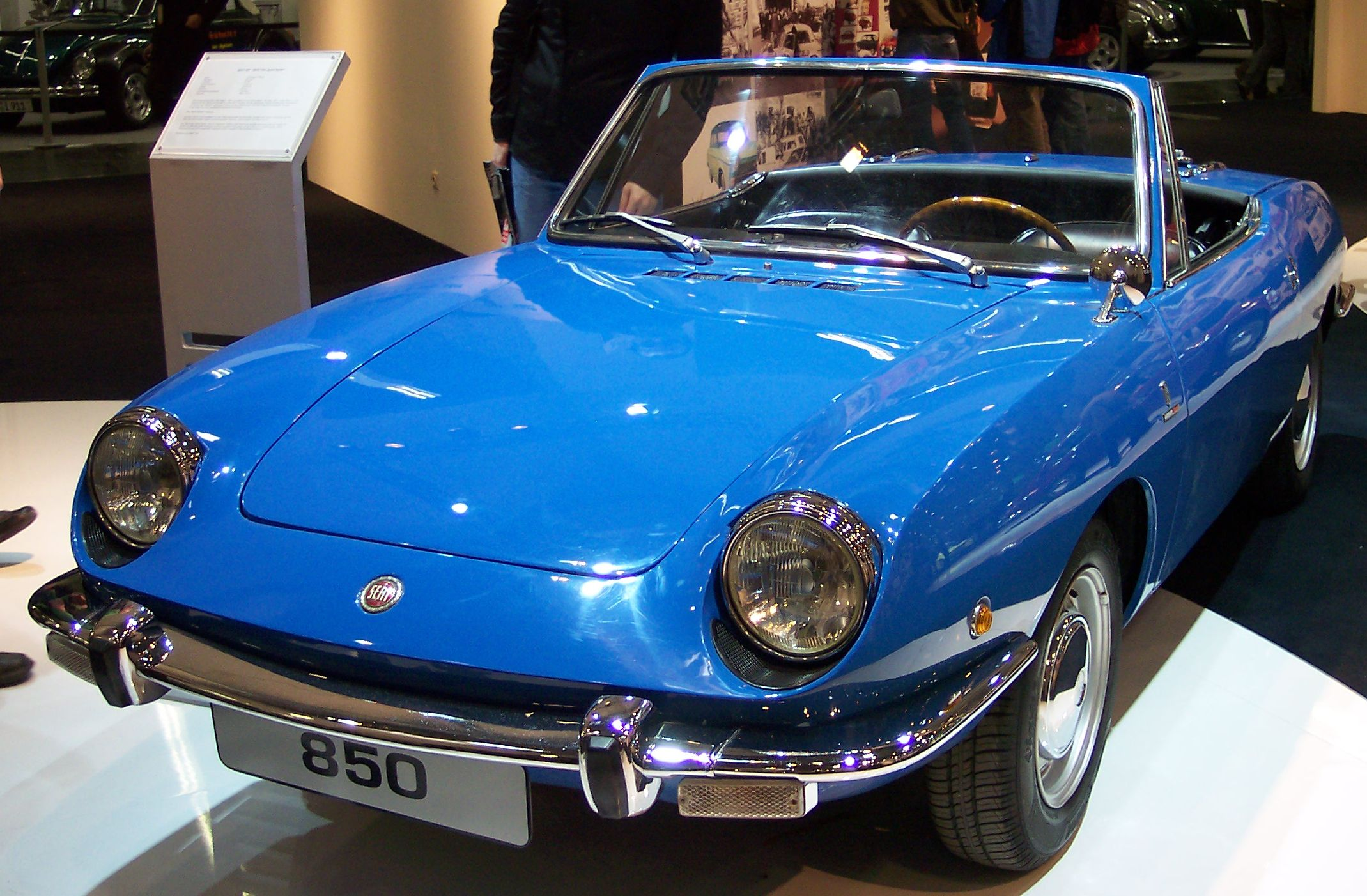
SEAT 850 Sport Spider

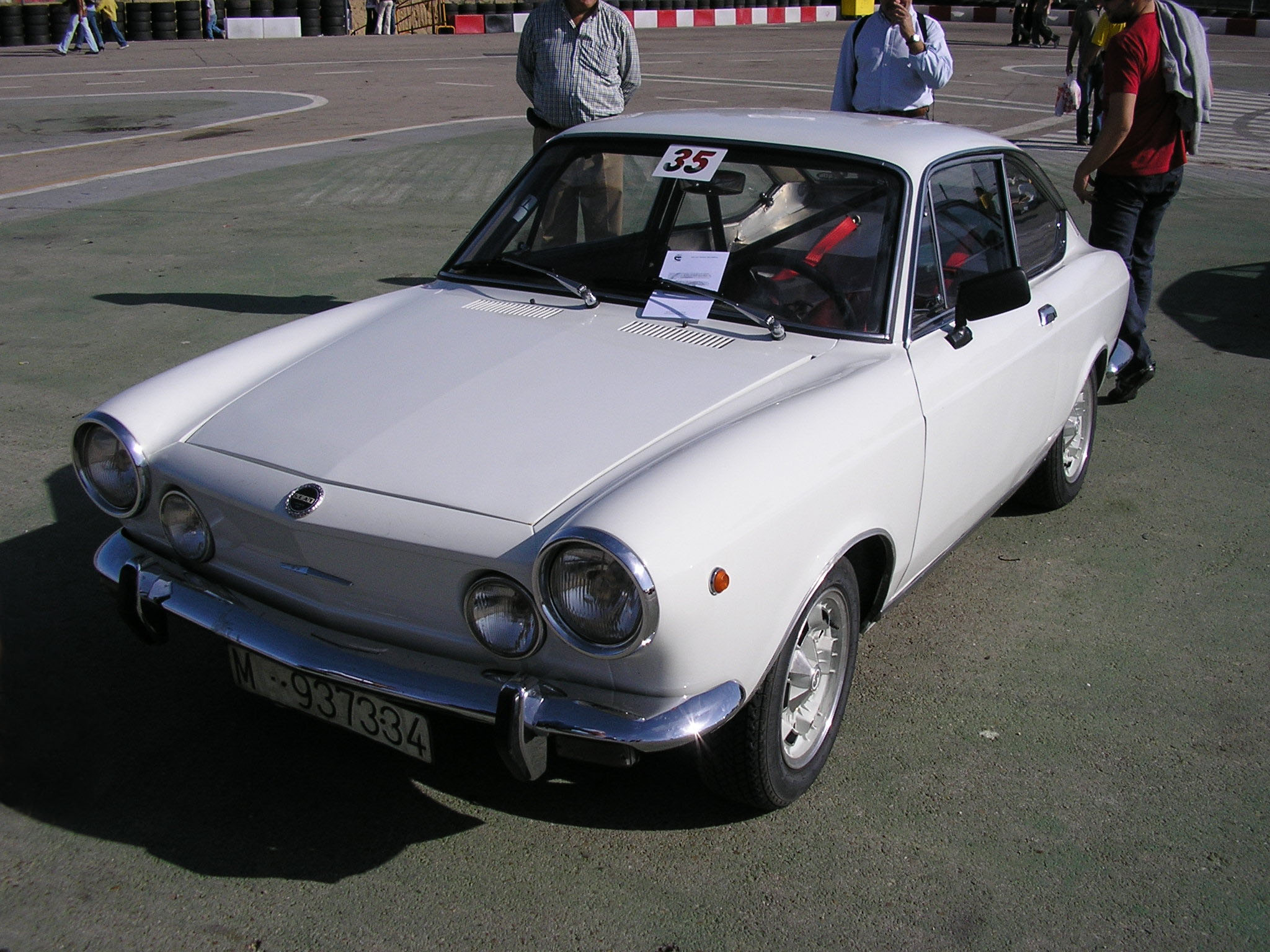
SEAT 850 Sport Coupé

O modelo SEAT 850 Sport baseava-se nas versões Fiat 850 Coupé e Spider e estava também disponível em duas variantes:
- SEAT 850 Sport Spider, a variante conversível
- SEAT 850 Sport Coupé e SEAT 850 Coupé, duas versões do modelo da variante de cupê

As versões Sport Coupé e Spider também foram construídas na Espanha, embora nunca tenham sido exportadas. Eles foram equipados com um motor de 903 cc de 51 cavalos de potência, em oposição aos carros padrão de 843 cc de menor potência.